# Matthew O'Leary
Matthew Joseph O'Leary (Chicago, Illinois, 6 de julho de 1987) é um ator norte-americano.

## Filmografia
| Filmes      | Filmes                            | Filmes                                         | Filmes                   |
| Ano         | Título Original                   | Título (Brasil)                                | Papel                    |
| ----------- | --------------------------------- | ---------------------------------------------- | ------------------------ |
| 2000        | Mom's Got a Date with a Vampire   | Mamãe Saiu Com um Vampiro                      | Adam Hansen              |
| 2001        | Domestic Disturbance              | Inimigo em Casa                                | Danny Morrison           |
| 2001        | Frailty                           | A Mão do Diabo                                 | Fenton (jovem)           |
| 2002        | Spy Kids 2: Island of Lost Dreams | Pequenos Espiões 2: A Ilha dos Sonhos Perdidos | Gary Giggles             |
| 2003        | Spy Kids 3-D: Game Over           | Pequenos Espiões 3D                            | Gary Giggles             |
| 2004        | The Alamo (1960)                  | O Alamo                                        | Garoto no armazém        |
| 2005        | Brick                             | A Ponta de um Crime                            | O Cérebro                |
| 2005        | Warm Springs                      | Warm Springs                                   | Fred Botts (para TV)     |
| 2005        | Havoc                             | Garotas Sem Rumo                               | Eric                     |
| 2007        | Death Sentence                    | Sentença de Morte                              | Joe Darley               |
| 2007        | Live Free or Die Hard             | Duro de Matar 4.0                              | Clay                     |
| 2008        | American Son                      | American Son                                   | Jake                     |
| 2008        | Solstice                          | Solstice                                       | Mark                     |
| 2009        | Anytown                           | Anytown                                        | Brandon O'Leary          |
| 2009        | Sorority Row                      | Pacto Secreto                                  | Garrett                  |
| 2010        | Mother's Day                      | Mother's Day                                   | Jonathan 'Johnny' Koffin |
| 2010        | The Gatekeeper                    | The Gatekeeper                                 | Mark                     |
| 2011        | Natural Selection                 | Natural Selection                              | Raymond                  |
| Séries      |                                   |                                                |                          |
| Ano         | Título                            | Papel                                          | Notas                    |
| 2005        | Law & Order: Criminal Intent      | Ethan Garrett                                  | 2 episódios              |
| 2008        | Eleventh Hour                     | Bobby                                          | 1 episódio               |
| 2008 / 2009 | CSI: Crime Scene Investigation    | Dan Forester                                   | 3 episódios              |

## Prêmios e Indicações
| Prêmios | Prêmios   | Prêmios             | Prêmios                       | Prêmios                         |
| Ano     | Resultado | Premiação           | Categoria                     | Título                          |
| ------- | --------- | ------------------- | ----------------------------- | ------------------------------- |
| 2001    | Indicado  | Young Artist Awards | Melhor Ator Jovem             | Mom's Got a Date with a Vampire |
| 2002    | Indicado  | Young Artist Awards | Melhor Ator Jovem Coadjuvante | Domestic Disturbance            |
| 2003    | Indicado  | Young Artist Awards | Melhor Ator Jovem             | A Mão do Diabo                  |
| 2004    | Indicado  | Young Artist Awards | Melhor Elenco Jovem           | Spy Kids 3-D: Game Over         |